# Фюсте-Ламбеза, Мишель
Мишель Фюсте-Ламбеза́ (фр. Michel Fusté-Lambezat; 1934, Бордо — 7 февраля 2013) — французский композитор, дирижёр и музыкальный педагог.

## Биография
Учился сперва в консерватории Бордо по классу гобоя, затем в Парижской консерватории дирижированию и композиции, окончив с первой премией класс композиции Дариуса Мийо (1963). В 1960 г. стал лауреатом первой премии на Международном конкурсе молодых дирижёров в Безансоне.
С 1964 г. главный дирижёр Большого театра Бордо, с 1965 г. также профессор гармонии в консерватории Бордо. Здесь вокруг Фюсте-Ламбеза начала формироваться «бордоская школа» композиторов, в которую вошли Тьерри Алла, Кристиан Лоба и др. В 1989—2000 гг. директор консерватории.
Среди сочинений Фюсте-Ламбеза — балеты, симфонии, камерная музыка.
Его сын Арно Фюсте-Ламбеза (род. 1959) — пианист и композитор.